# Pharmacie du Vatican
 (septembre 2019).
Si vous disposez d'ouvrages ou d'articles de référence ou si vous connaissez des sites web de qualité traitant du thème abordé ici, merci de compléter l'article en donnant les références utiles à sa vérifiabilité et en les liant à la section « Notes et références ».
La pharmacie du Vatican (en latin et italien : Farmacia Vaticana) est la seule pharmacie du Vatican. Elle a été ouverte en 1874 par le frère Eusebio Ludvig Fronmen, religieux hospitalier l'ordre des hospitaliers de Saint-Jean-de-Dieu. Selon des sources du Vatican, il s'agit de la pharmacie la plus achalandée et la plus active au monde avec deux mille clients par jour.
Le directeur actuel de la pharmacie, Rafael Cenizo Ramirez, est un Frère de Saint-Jean-de-Dieu. Bien que le directeur de la pharmacie ait toujours été un religieux de l'ordre, les pharmaciens du personnel (aujourd'hui au nombre de quarante-cinq) sont des laïcs depuis trente ans. La pharmacie est organisée sous la direction des services de santé, l'une des huit directions de la Cité du Vatican.

## Histoire
La pharmacie est fondée en 1874, à l'apogée de la question romaine, quand le cardinal secrétaire d'État Giacomo Antonelli demande à Eusebio Ludvig Fronmen, religieux des hospitaliers de Saint-Jean-de-Dieu qui a dirigé une pharmacie à proximité, de prendre en charge les médicaments pour les ecclésiastiques, religieux et religieuses qui résident au Vatican. Les papes étaient confinés au Vatican depuis 1870, du fait d'un conflit avec le gouvernement italien, quand Rome est annexée au royaume d'Italie.
La pharmacie n'était qu'une réserve jusqu'en 1892, quand une permanence est ouverte pour offrir des services de soins de santé aux pape, cardinaux et évêques du Vatican. 
En 1917, la pharmacie est déplacée à la porte Sainte-Anne, plus près de l'entrée principale du Vatican. À l'époque, la pharmacie du Vatican était très réputée pour offrir des médicaments qui étaient autrement impossibles à obtenir à Rome. Encore aujourd'hui, en raison de la complexité du processus bureaucratique d'approbation des médicaments par le gouvernement italien, la pharmacie a souvent des mois à des années de médicaments d'avance par rapport aux pharmacies italiennes.
Après les accords du Latran, de 1929, la pharmacie est déplacée à son emplacement actuel au palais du Belvédère, derrière le bureau de poste central du Vatican et en face du supermarché du Vatican. Contrairement aux pharmacies italiennes, la pharmacie du Vatican prend en charge les ordonnances étrangères.

## Conditions d'accès
Les employés ne faisant pas partie du Vatican doivent obtenir un laissez-passer temporaire de la part d'un bureau d'enregistrement spécial, avoir une ordonnance et une pièce d'identité pour utiliser la pharmacie. Les 10 000 membres de la mutuelle privée du Vatican possèdent un laissez-passer permanent pour utiliser la pharmacie.
Comme il n'y a pas d'impôts dans la Cité du Vatican, la pharmacie est en franchise de droits. 

## Stocks
La pharmacie ne fournit pas des produits qui sont contraires à la doctrine sociale catholique, tels que les contraceptifs ou abortifs. Elle ne fournit pas non plus les médicaments à base de sildénafil tels que le Viagra, ou le cannabis médical. Les prix pour de nombreux éléments sont entre 12 et 25 % inférieurs aux prix des mêmes produits dans les pharmacies italiennes alentour.
Le produit le plus demandé est le Hamolind, un remède pour les hémorroïdes. Le médicament le plus prescrit est le Valium.